# Cerni Escalé Cabré
Cerni Escalé Cabré   (Andorra la Vella, 23 de juny de 1987) és un polític andorrà que lidera el partit polític Concòrdia. És diputat al Consell d'Europa i actual líder de l'oposició al Consell General d'Andorra, el Parlament d'Andorra, des de les últimes eleccions el 2023.

## Biografia
Escalé va néixer de mare mestra i pare monitor d'esquí i tennis. Atribueix en part les seves opinions polítiques a haver estat educat al sistema andorrà, en lloc dels plans d'estudis francesos i espanyols que també existeixen al Principat.
Escalé es va llicenciar en Ciències Polítiques per la Universitat Pompeu Fabra, i posteriorment va obtenir un màster en Dret Europeu per Sciences Po després de ser admès amb una beca de la Generalitat de Catalunya. Va obtenir un màster en Administració Pública per la Universitat de Colúmbia com a acadèmic Fulbright. Va treballar durant un any per a Moody's Investors Service i després va tornar a Andorra per treballar als ministeris d'Afers Estrangers i Presidència.
Escalé es va traslladar a Dominica com a voluntari de la Creu Roja amb els indígenes caribs, mentre estudiava el funcionament dels petits Estats. Va treballar sis anys al Banc Mundial, reestructurant el deute a Argentina i supervisant el fons en la crisi de l'Ebola del 2014. Després de tornar a Andorra, es va convertir en secretari general d'Escaldes–Engordany.
El juliol de 2022, Escalé va deixar el seu càrrec municipal per fundar el partit polític Concòrdia. El novembre, va ser anunciat com el seu candidat a cap de govern d'Andorra a les eleccions de 2023. El seu partit va aconseguir el 21% dels vots i cinc escons, segon després dels 16 escons i el 32% de Demòcrates per Andorra.
Des del seu jurament com a parlamentari el 2023, Escalé és president de la Comissió Legislativa de Justícia, Interior i Afers Institucionals, i vicepresident de la Comissió Legislativa de Finances i Pressupost del Consell General d'Andorra. Escalé va ser designat diputat de l'Assemblea Parlamentària del Consell d'Europa el 2023, on és membre dels comitès d'Afers Polítics i d'Afers Legals.

## Visions polítiques
Escalé proposa limitar la compra d'immobles a Andorra per part d'estrangers, ja que creu que l'habitatge seria més assequible per als ciutadans. Considera que les relacions d'Andorra amb la Unió Europea han d'incloure límits a la immigració i la inversió estrangera pel bé de les empreses del país.
Escalé proposa la legalització immediata de l'avortament a Andorra. A la pregunta de si això podria ser vetat per un dels coprínceps del país, el bisbe d'Urgell, va respondre que només necessitava l'aprovació de l'altre copríncep, el President de França. Ha dit que la renovació dels permisos de residència al cap d'un any hauria de dependre del coneixement de la llengua catalana, però que la durada de la residència per a la naturalització hauria de modificar-se de 20 anys consecutius a 15 anys no consecutius. Tant ell com el seu partit es neguen a comentar qüestions estrangeres, inclòs el moviment independentista català.